# Лэйк Плэсид: Озеро страха
«Лэйк Плэсид: Озеро страха» (англ. Lake Placid, иногда употребляется, как Озеро страха или Озеро страха 1) — американский фильм ужасов, снятый Стивом Майнером по сценарию Дэвида Э. Келли, который также выступил главным продюсером совместно с Майклом Прессманом. В ленте снялись Билл Пуллман, Бриджит Фонда, Оливер Платт и другие актёры.
16 июля 1999 года при поддержке компании 20th Century Fox фильм вышел в кинопрокат США, а в России был выпущен лишь на физических носителях 1 июня 2000 года компанией «Парадиз». При производственном бюджете в 27—35 млн долларов он добился 31,8 млн кассовых сборов в США и 25,1 млн в остальных странах, получив в основном смешанные отзывы критиков и зрителей. Результаты оказались недостаточными для производства полноценного кинотеатрального продолжения, что позволило ограничиться лишь малобюджетной телевизионной лентой «Озеро страха 2», которая вышла на экраны спустя 8 лет и продолжилась серией из четырёх других телефильмов.

## Сюжет
В округе Арустук, штат Мэн, офицер службы рыболовства и охоты Уолт Лоусон занимается подводным плаванием в Черном озере, когда на него внезапно нападает и перекусывает пополам неизвестное существо.
На следующий день шериф Хэнк Кио, офицер по рыболовству и охоте Джек Уэллс и палеонтолог Американского музея естественной истории Келли Скотт отправляются на озеро, чтобы расследовать инцидент, к которому к ним присоединяется профессор мифологии и энтузиаст крокодилов Гектор Сир. Каноэ Келли и Хэнка с силой переворачивается, они обнаруживают отрубленный палец ноги человека и голову лося, и, наконец, заместителю Хэнка, Берку, существо откусило голову в озере.
На следующий день, как утверждают Хэнк и Гектор, на них нападает большой медведь гризли, но гигантский морской крокодил длиной 30 футов выпрыгивает из воды, хватает животное челюстями и утаскивает его в озеро. Найдя отрубленную голову Берка, Джек, Келли и Хэнк становятся свидетелями того, как Делорес Бикерман, пожилая вдова, живущая недалеко от озера, скармливает дойную корову с завязанными глазами гигантскому крокодилу. Она рассказывает, что кормила рептилию в течение многих лет после того, как крокодил преследовал её мужа Берни до дома и в конце концов убил его два года назад. После этого её поместили под домашний арест за то, что она изначально солгала полиции.
Гектор решает взять заместителя Шэрон Гэр в путешествие на своём вертолёте и неожиданно приземляется на территории крокодила. Пока он ныряет с аквалангом, он сталкивается с существом, но он и Гэр убегают, отвлекшись на надувном плоту. Позже Джек и Хэнк планируют позволить Флориде Фиш энд Гейм убить крокодила, когда они прибудут, но вместо этого Гектор предлагает выманить его из воды и усыпить транквилизатором. Джек неохотно принимает предложение, и они используют одну из коров Бикермана, свисающую с вертолёта, в качестве приманки.
Через несколько часов хищник вскоре появляется и встает на дыбы, бросаясь на свою добычу. Гектор подъезжает и теряет животное, но вертолёт врезается в озеро. Крокодил выходит на сушу и начинает атаковать Джека, Келли и группу. Келли сбивает хвост крокодила в озеро, но она успевает сесть в вертолёт. Людоед догоняет Келли и снова атакует, но сам оказывается в ловушке вертолёта. Джек хватает пистолет и стреляет из него, но огнестрельное оружие оказывается винтовкой с транквилизатором. Когда Гектор выходит из воды, на него нападает другой крокодил и кусает его, но Хэнк взрывает его из гранатомёта. Вскоре после этого прибывают офицеры Флориды, занимающиеся рыболовством и охотой, где они загружают обезвреженную рептилию в грузовик и везут его в Портленд, штат Мэн, чтобы выяснить, что с ним делать.
Неделю спустя показано, как Бикерман кормит панировочными сухарями множество детёнышей крокодилов, показывая, что двое взрослых на самом деле были парой для спаривания. Позже выживший взрослый крокодил был привязан к кузову грузовика с платформой, который мчался по дороге в неизвестном направлении.

## В ролях
- Билл Пуллман в роли Джека Уэллса
- Бриджит Фонда в роли Келли Скотт
- Оливер Платт в роли Гектора Сира
- Брендан Глисон в роли шерифа Хэнка Кио
- Бетти Уайт в роли миссис Делорес Бикерман
- Мередит Селенджер в роли заместителя Шэрон Гэр
- Дэвид Льюис в роли Уолт Лоусон
- Тим Диксон в роли Стивена Дэниэлса
- Натасия Линн Мальте в роли Джанин
- Маришка Харгитей в роли Майры Окубо
- Джед Рис в роли заместителя Берка
- Ричард Ликок в роли заместителя Стивенса
- Джейк Т. Робертс в роли офицера Колсона
- Стив Майнер в роли пилота самолёта.

## Производство
Фильм был снят компаниями Fox 2000 Pictures, Phoenix Pictures и Rocking Chair Productions.
Специально для съёмок Стэном Уинстоном, лауреатом нескольких премий Оскар, были построены три аниматронные модели гигантского крокодила в натуральную величину. Пневматическая модель обеспечивала движения головы, челюстей и глаз крокодила. Компьютеризированная телеметрическая модель управлялась удалённо, отражая движения кукловода. Плавающая модель была оснащена двигателем мощностью 300 л. с. для обеспечения быстрого передвижения в воде. Для управления моделями требовалось от трёх до шести кукловодов.

## Саундтрек
Саундтрек к фильму был написан и дирижирован Джоном Оттманом, а выпущен Varese Sarabande. Ниже представлен весь список песен в фильме "Лэйк Плэсид: Озеро страха".
1. Main Title (2:25)
2. Hector's Here (1:11)
3. Close Call (3:59)
4. Udder Preparations (4:02)
5. Love Games (2:25)
6. Reluctant Passengers (1:46)
7. Morgue / Scary Beaver (4:11)
8. Scouting (2:22)
9. Here He Comes! (4:57)
10. Making a Move /Jack (2:11)
11. Swimming With Croc (3:36)
12. Hector's Mind (2:48)
13. Weird Things / Dinner Time (2:51)
14. Ground Rules (1:43)
15. Trapping Croc / Resolution (5:30)
16. The Lake / Hitching a Ride (1:03)

## Критика
Фильм получил неоднозначные отзывы от критиков и зрителей. На сайте Rotten Tomatoes у фильма 47% одобрения. Рейтинг основан на 95 отзывах, со средней оценкой в 5,1/10. На Metacritic фильм имеет средневзвешенный балл в 34 балла из 100, основанный на 25 рецензиях, что указывает на негативные отзывы. Зрители, опрошенные CinemaScore, поставили фильму среднюю оценку «C» по шкале от A+ до F.
Роджер Эберт из Chicago Sun-Times дал фильму одну из четырёх звёзд, описав его как "совершенно неправильный фильм с начала до конца". Он включил его в свой список 10 худших фильмов 1999 года. Эндрю Коллинз из Empire дал фильму четыре звезды из пяти, написав, что «Вы можете наслаждаться этом фильмом, как простым кошмаром в кемпинге или как хитрым и ироничным взглядом на одно и то же. Это восхитительно работает и в том, и в другом».